# Christmas Drillings
A Christmas Drillings a Sidemen brit Youtuber-csoport kislemeze, amit 2022. december 5-én adtak ki, függetlenül. A dal eredetileg egyik videójukban jelent meg, amiben két csapatba osztották őket és egy-egy karácsonyi számot kellett elkészíteniük. Közreműködött rajta Jme brit rapper, illetve a csoport tagjai közül KSI és Tobi Brown is adtak ki korábban zenét, KSI listavezető albummal is rendelkezett.
A dal kiadása után sikeres lett, órákon belül az iTunes-slágerlisták első helyét érte el az Egyesült Királyságban és videóklipje két napon belül több, mint 4 millió megtekintést szerzett YouTube-on. Sikerének köszönhetően a brit slágerlistákat összeállító Official Charts Company a lehetséges karácsonyi első helyezettjei közé helyezte. A brit kislemezlistán második hetében 41. helyig jutott, míg a CapitalFM Big Top 40 listáján a karácsonyi első helyezett lett. Annak érdekében, hogy az OCC listáján elérjék a karácsonyi első helyet, a csoport kiadott hat remixet is a dalhoz. Ennek ellenére végül az első helyről lemaradtak, a Christmas Drillings harmadik lett a brit kislemezlistán. A magyar slágerlistákon is kiemelkedően teljesített, a kislemezlistán második helyet ért el, míg az év végére az esztendő 50. legsikeresebb dala lett.
Az év végére 2022 hatodik legtöbb példányban elkelt kislemeze lett az Egyesült Királyságban.

## Háttér
A Sidemen az első karácsonyi kihívásukat 2019-ben adta ki, mikor a csoportot két csapatra osztották és el kellett készíteniük egy-egy karácsonyi dalt. Akkor a The Gift című kislemezük helyet kapott a brit kislemezlistán, 77. lett karácsony hetében. Ehhez hasonlóan elkészítettek 2022-ben is két dalt, ekkor az egyik csapat 100 dollárt kapott, a másik pedig 100 ezer dolllárt a számok és azok videóklipjének létrehozására. A Christmas Drillings-et készítő és 100 ezer dollárral rendelkező csapat tagjai KSI, Tobi Brown és Vikkstar123 voltak. A dalt mindössze három órán belül írták meg és készítették el, a videóklip is aznap készült el.
A dal összes bevételét jótékony célokra adományozták. A karácsonyi első helyért folytatott verseny nagyon szoros volt. A Sidemen 2022. december 22-én, 24 óra alatt 11 ezer példányt adott el a dalból, amivel egy hét alatt 31, egy nap alatt pedig 12 helyet lépett előre legutóbbi pozíciójához képest.

## Videóklip
A Christmas Drillings videóklipje a dallal egy napon jelent meg, 2022. december 5-én, rendezője pedig Konstantin volt.

## Számlista
| Christmas Drillings (Remixes) | Christmas Drillings (Remixes)                                      | Christmas Drillings (Remixes) | Christmas Drillings (Remixes) | Christmas Drillings (Remixes) | Christmas Drillings (Remixes) | Christmas Drillings (Remixes) | Christmas Drillings (Remixes) | Christmas Drillings (Remixes) | Christmas Drillings (Remixes) |
|                               | Cím                                                                | Hossz                         |                               |                               |                               |                               |                               |                               |                               |
| ----------------------------- | ------------------------------------------------------------------ | ----------------------------- | ----------------------------- | ----------------------------- | ----------------------------- | ----------------------------- | ----------------------------- | ----------------------------- | ----------------------------- |
| 1.                            | Christmas Drillings                                                | 3:12                          |                               |                               |                               |                               |                               |                               |                               |
| 2.                            | Christmas Drillings – House Mix (Jonny Fitch közreműködésével)     | 3:07                          |                               |                               |                               |                               |                               |                               |                               |
| 3.                            | Christmas Drillings – Edm Mix (James Bluck közreműködésével)       | 3:18                          |                               |                               |                               |                               |                               |                               |                               |
| 4.                            | Christmas Drillings – Choir Remix (Max Fosh közreműködésével)      | 1:13                          |                               |                               |                               |                               |                               |                               |                               |
| 5.                            | Christmas Drillings – Sing Along Remix                             | 3:12                          |                               |                               |                               |                               |                               |                               |                               |
| 6.                            | Christmas Drillings – Slowed Remix (Jonny Fitch közreműködésével)  | 3:43                          |                               |                               |                               |                               |                               |                               |                               |
| 7.                            | Christmas Drillings – Sped-Up Remix (Jonny Fitch közreműködésével) | 2:36                          |                               |                               |                               |                               |                               |                               |                               |
| 20:24                         |                                                                    |                               |                               |                               |                               |                               |                               |                               |                               |

## Közreműködő előadók
A Spotify adatai alapján.
- KSI – vokál, dalszövegírás
- TBJZL – vokál, dalszövegírás
- Vikkstar123 – vokál, dalszövegírás
- Jme – vokál, dalszövegírás
- Nyge – keverés, maszterelés, producer

## Slágerlisták
| Slágerlista (2022)                     | Legmagasabb pozíció |
| -------------------------------------- | ------------------- |
| Egyesült Királyság (Big Top 40)        | 1                   |
| Egyesült Királyság (UK Singles Chart)  | 3                   |
| Egyesült Királyság (UK Download Chart) | 5                   |
| Egyesült Királyság (UK Indie Chart)    | 4                   |
| Írország (IRMA)                        | 57                  |
| Magyarország (Single Top 40)           | 2                   |
| Új-Zéland (RMNZ Hot Singles)           | 7                   |

| Slágerlista (2022)                  | Pozíció |
| ----------------------------------- | ------- |
| Magyarország (Mahasz Single Top 40) | 50      |

## Kiadások
| Régió       | Dátum              | Formátumok                       | Kiadó(k)  | Kiadás           | For    |
| ----------- | ------------------ | -------------------------------- | --------- | ---------------- | ------ |
| Világszerte | 2022. december 5.  | - digitális letöltés - streaming | Független | Eredeti          | [ 17 ] |
| Világszerte | 2022. december 15. | - digitális letöltés - streaming | Független | EDM mix          | [ 17 ] |
| Világszerte | 2022. december 15. | - digitális letöltés - streaming | Független | House mix        | [ 17 ] |
| Világszerte | 2022. december 15. | - digitális letöltés - streaming | Független | Slowed remix     | [ 17 ] |
| Világszerte | 2022. december 15. | - digitális letöltés - streaming | Független | Sped-up remix    | [ 17 ] |
| Világszerte | 2022. december 21. | - digitális letöltés - streaming | Független | Choir remix      | [ 17 ] |
| Világszerte | 2022. december 21. | - digitális letöltés - streaming | Független | Sing Along remix | [ 17 ] |